# 新浦駅
新浦駅（シンポえき）は大韓民国仁川広域市中区沙洞にある、韓国鉄道公社（KORAIL）水仁・盆唐線の駅。駅番号は「K271」。

## 歴史
- 2016年2月27日 - 水仁線の駅として開業[1][2]。
- 2020年9月12日 - 盆唐線との直通運転に伴い当駅は水仁・盆唐線の駅となる。また、駅番号がK263からK271に変更。

## 駅構造

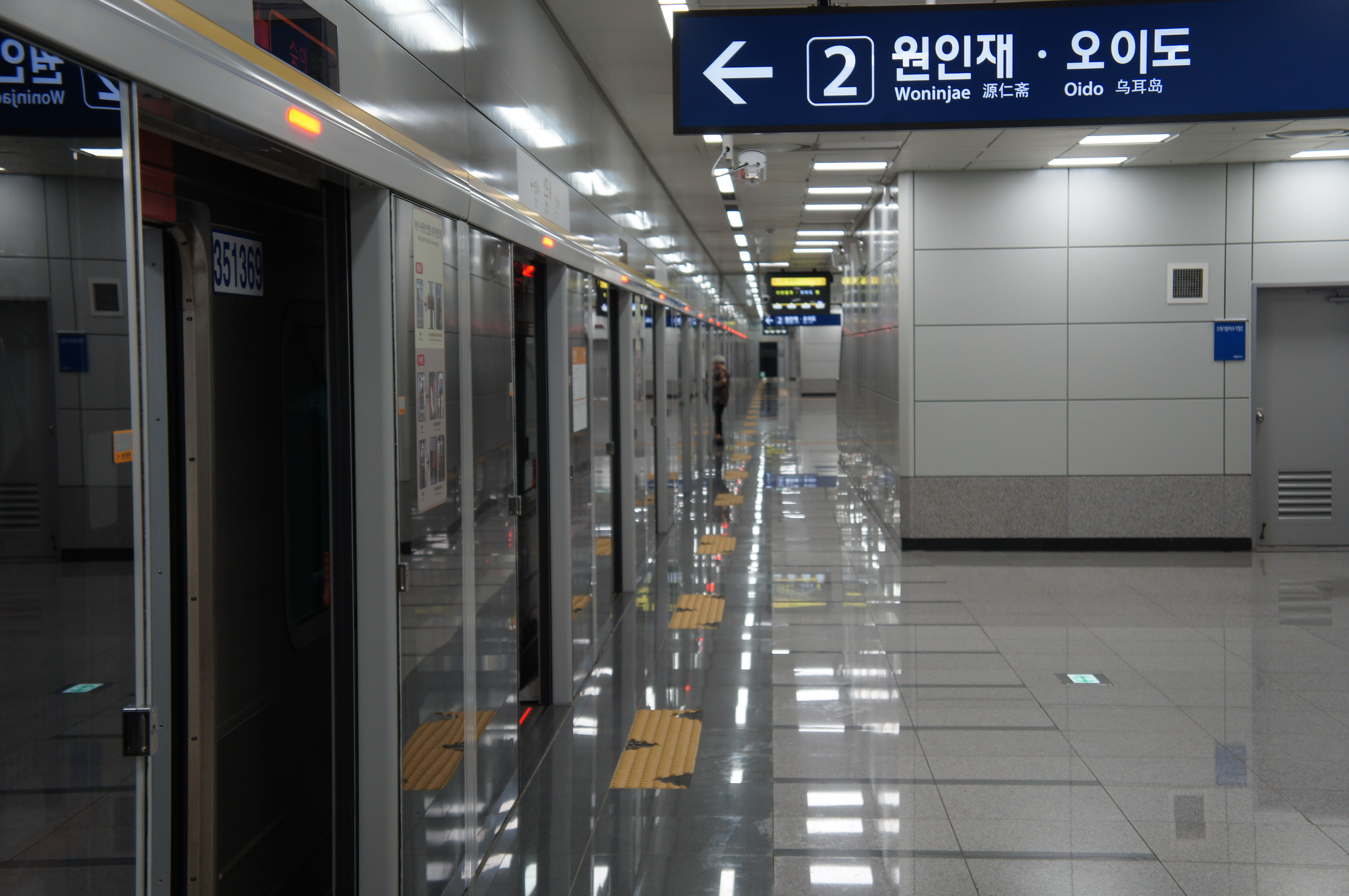
ホーム（2016年8月9日）

相対式ホーム2面2線の地下駅。

### のりば
| ↑ 崇義 |
| \| 1   |
| 仁川 ↓ |

| 1 | 水仁・盆唐線 | 仁川行き                 |
| 2 | 水仁・盆唐線 | 烏耳島・水原・往十里方面 |

## 利用状況
近年の一日平均利用人員推移は下記のとおり。なお、2016年は開業日の2月27日から12月31日までの309日間の平均である。
| 路線         | 路線     | 2010年 | 2011年 | 2012年 | 2013年 | 2014年 | 2015年 | 2016年 | 2017年 | 2018年 | 2019年 | 出典  |
| ------------ | -------- | ------ | ------ | ------ | ------ | ------ | ------ | ------ | ------ | ------ | ------ | ----- |
| 水仁・盆唐線 | 乗車人員 | 未開業 | 未開業 | 未開業 | 未開業 | 未開業 | 未開業 | 1,668  | 1,888  | 1,928  | 1,959  | [ 3 ] |
| 水仁・盆唐線 | 降車人員 | 未開業 | 未開業 | 未開業 | 未開業 | 未開業 | 未開業 | 1,783  | 1,972  | 1,975  | 2,025  | [ 3 ] |
| 路線         | 路線     | 2020年 | 2021年 | 2022年 |        |        |        |        |        |        |        |       |
| 水仁・盆唐線 | 乗車人員 | 1,349  | 1,515  | 1,672  |        |        |        |        |        |        |        |       |
| 水仁・盆唐線 | 降車人員 | 1,399  | 1,538  | 1,696  |        |        |        |        |        |        |        |       |

## 駅周辺
- 仁川中部警察署
- 仁川中部消防署（朝鮮語版）
- 中区役所
- 仁川中洞郵便局
- 仁川地方海洋港湾庁（朝鮮語版）
- 京仁線東仁川駅
- イーマート東仁川店
- 仁川港湾公社（朝鮮語版）
- 仁川港1号埠頭
- 仁川税関旧倉庫と付属棟
- 仁川女子商業高等学校（朝鮮語版）
- 新浦洞住民センター
- 沓洞聖堂（朝鮮語版）
- 新浦国際市場（朝鮮語版）
- イーマート東仁川店

## 隣の駅
韓国鉄道公社
 水仁・盆唐線
急行
通過
緩行
崇義駅 (K262) - 新浦駅 (K263) - 仁川駅 (K264)